# Kim Possible
Kim Possible ist eine aus 87 Episoden bestehende Zeichentrickserie der Walt Disney Company aus den Jahren 2002 bis 2007. Die Serie sollte ursprünglich mit der 65. Folge enden, erhielt dann aber, aufgrund ihrer Beliebtheit, eine vierte Staffel mit weiteren 22 Folgen.

## Handlung
Die Serie Kim Possible handelt von einem gleichnamigen Mädchen, das zusammen mit ihren Freunden, Ron Stoppable und Wade Load, die Welt vor diversen Schurken rettet. Wade hat den sogenannten Kimmunicator erfunden, der wichtige Informationen über diverse Schurken liefert und als Kommunikationsapparat zwischen Kim und ihm dient. Ron wird stets von einem sprechenden Nacktmull namens Rufus begleitet.
Ihre größten Feinde sind Dr. Drakken und seine Komplizin Shego.
Kim Possible, ihre Freunde, die meisten Schurken und ihre Familie leben in und um Middleton, einem von drei Stadtteilen von „Tri-City“, einer fiktiven Großstadt in den USA, zu der auch Upperton und Lowerton gehören.
Die Serie ist kindgerecht präsentiert, hat jedoch die meisten Liebhaber unter älteren Jugendlichen und Erwachsenen. Dies ist vor allem auf den gelungenen Sprachwitz und die Parodie auf gängige Klischees von Action- und Agentenfilmen zurückzuführen.

## Hauptfiguren

### Kimberly Ann Possible
Kim, die am Anfang der Serie schätzungsweise 15 bis 16 Jahre alt ist, ist Cheerleader, welche die Football-Mannschaft der Middleton High School, die Mad Dogs, anfeuert. Anfangs trägt sie beim Training eine lila-rot-gelbe Cheerleader-Uniform ohne Ärmel, später eine langärmelige weiß-lila-gelbe. Wenn sie nicht gerade Schule hat oder mit Ron im Bueno Nacho sitzt, rettet sie die Welt mit Hilfe ihrer Spezialausrüstung, die sie von dem Computergenie Wade Load erhält. Sie hat orangerote, lange und spitz zulaufende Haare, die, von ihr aus gesehen, links leicht diagonal über ihre grünen Augen fallen. Im Einsatz trägt Kim anfänglich grau-grüne Cargohosen und ein schwarzes, bauchfreies Top. Später wird dieses Oufit von einem lilafarbenen T-Shirt und einer schwarzen Schlaghose abgelöst. In der letzten Episode der 3. Staffel erweitert ein Superanzug ihre Arbeitsgarderobe. Der weiße Anzug mit blau leuchtendem Muster wurde von Wade Load entwickelt, besitzt neben einem Schutzschirm die Fähigkeit zur Selbstreparatur, kann teilweise verformt werden (Kim verwandelt die Anzugshand in Episode 65 in einen Cesta Punta Schläger, mit welchem sie Shegos Plasmageschosse fängt und zurückschleudert) und dient als Muskelkraftverstärker. Zudem kann sich Kim mit Hilfe des Anzugs unsichtbar machen. In der vierten Staffel wird der Anzug noch mehrmals verwendet. Kims „Geheimwaffe“ bei Freunden ist ihr Schmollmund, mit dem sie Leute dazu überredet, Dinge zu tun, auf die sie eigentlich keine Lust haben.
Während der gesamten drei Staffeln verliebt sich Kim in mehrere Jungs, doch keine Beziehung hält wirklich lange, wenn sie denn überhaupt zustande kommt. Der erste Kuss (zwar nur auf die Wange) von Ron und Kim ist in der Folge 37 Weihnachten bei den Possibles zu sehen. In Folge 43 Ein Date mit Hindernissen bekommt sie am Ende auch einen Kuss von Josh auf den Mund. In der Folge 53 Stimmungsschwankungen bekommt Kim aus Versehen einen Chip ab, der ihre Gefühle kontrolliert. Dadurch glaubt sie unter anderem auch, in Ron verliebt zu sein, und küsst ihn. Die beiden scheinen auch mehr füreinander zu empfinden als nur Freundschaft. Im Finale der gleichen Staffel (Folge 63–65 Das Hephaestus-Projekt) haben Ron und Kim ihre erste richtige Verabredung beim Abschlussball und ihren ersten richtigen Kuss; ab Episode 66 sind die beiden dann zusammen.
Ihr Name (und auch der all ihrer mit Vornamen bekannten näheren Verwandten) ist eine Anspielung auf das englische Wort impossible, was „unmöglich“ bedeutet. Der Nachname allein bedeutet jedoch „möglich“, was im Motto der Familie zu tragen kommt: “Anything is possible for a Possible!” („Alles ist möglich für einen Possible“). In einem ähnlichen Zusammenhang findet sich dieses Wort auch im Serien- und Filmtitel Mission: Impossible, worauf dieser Name womöglich auch noch eine Anspielung ist.
Häufig gebraucht Kim Possible die Sätze: „Was steht an?“ (engl. What’s the sitch?) und „Keine große Sache!“ (engl. No big!) oder So not the drama!, worauf sich der englische Filmtitel So the Drama bezieht. Manchmal sagt sie auch „Das is’ jetzt nich’ wahr, oder?“ (engl. You’re kidding!?).
Ebenfalls ein Running Gag sind Kims Untertreibungen, wenn sich jemand bei ihr für eine Rettungsaktion bedankt. Sie antwortet jeweils, dass das doch jeder an ihrer Stelle gemacht hätte und das alles gar nicht so schwer war. Da sie dank ihrer Hilfe so viele Verbündete auf der ganzen Welt hat, ist es für sie jeweils kein Problem, mit Flugzeug oder Hubschrauber an einen Ort zu kommen.

### Ron Stoppable
Ronald „Ron“ Stoppable ist ein etwas tollpatschiger, blonder Junge. Er läuft in der Schule meist in einem roten Pullover herum, bei Rettungsaktionen trägt er einen langen, mattschwarzen Pullover und eine dunkelgraue Hose, die er bei den unpassendsten Gelegenheiten verliert. Sein Haustier Rufus, ein Nacktmull, sitzt üblicherweise in einer seiner Taschen, meist in der Hosentasche. Er hat sich für einen Nacktmull als Haustier entschieden, weil sein Vater an einer Tierhaarallergie leidet. Rons Haare sind meist vorn zerstrubbelt, und er hat braune Augen. Außerdem hat Ron Angst vor Affen und „kleinen“ Insekten. Sein Lieblingslokal ist die örtliche Filiale des Bueno Nacho, einer Schnellimbisskette für mexikanische Gerichte. Des Weiteren ist er ein Wrestling-Fan. Er ist, laut Bezeichnung von Drakken, Shego und anderen Schurken, das „Helferlein“, was ihm in einigen Episoden aber nicht gerecht wird, denn manchmal läuft er zu Höchstform auf und zeigt wahre Heldenqualitäten. Im Original wird er jedoch als Sidekick bezeichnet, was eine etwas andere Bedeutung hat.
In Episode 66 tritt Ron dem Middleton-Highschool-Footballteam bei und ersetzt Brick Flagg, den ehemaligen Quarterback; zwar erschummelt Ron sich die Aufnahme erst mit Kims Kampfanzug, doch als er in seinem zweiten Spiel ganz ohne Anzug den entscheidenden Touchdown setzt, nimmt ihn Mr. Barkin ins Team auf. Auch in weiteren Episoden der letzten Staffel wird gezeigt, was in Ron steckt. Dies gipfelt darin, dass er in der Folge 87 seine mystischen Affenkräfte einsetzt, um die Kampfmaschinen der Außerirdischen zu zerstören und diese in einer riesigen Explosion mit ihrem Raumschiff zu zerstören. Bis dahin leidet er jedoch immer unter Zukunftsängsten, auch in Bezug auf seine Beziehung mit Kim.
Bevor Kim und er ein Paar werden, verknallen sich Ron und Sita an der Kinokasse auf den ersten Blick. Später machte Sita mit ihm Schluss. Während eines Schüleraustauschs in der japanischen Ninja-Schule verknallte er sich in die in attraktive Yori, mit der er später noch ein paar Mal zu tun hat. Deshalb ist Kim eine Zeitlang eifersüchtig auf Yori. Kim stellt in Folge 35 "Mission zwischen den Zeiten" fest, dass sie ohne Ron die Welt nicht retten kann. Sie nennt ihn hin und wieder liebevoll „süß“ oder „Hase“ (er sie teilweise auch).
Rons häufig gebrauchter Ausspruch ist „Booyah!“. Er beherrscht das Tai Shing Pek Kwar, weil er in Folge 13 "Ein Affenzirkus" zwischen die vier Jade-Affen gerät. Dabei bekommt er die mystischen Affenkräfte, die auch Monkey Fist besitzt und die ihm erlauben, das Lotusschwert zu kontrollieren. In der Folge "Der böse Ron" entwickelt Ron ein böses Ego namens „Zorpox, der Eroberer“ und wird (anstelle von Drakken) plötzlich zum Gegenspieler von Kim. Das geschieht, als Dr. Drakken mit Hilfe des von Jack Hench entwickelten „Grobianators“ seine gute Energie abstoßen will, um nur böse Energie zu haben. Er wird dabei gestört, und der Grobianator überträgt alle böse Energie auf Ron. Mit Hilfe des „guten“ Dr. Drakken kann Kim Ron und Dr. Drakken zurückverwandeln (und Drakken wieder in sein Böses Ego).
Rons Nachname „Stoppable“ bedeutet auf Deutsch „aufhaltbar“, was sich auf sein – teilweise – für die „Weltrettung“ hinderliches Verhalten bezieht. Im Zusammenspiel mit dem Vornamen lässt sich gesprochen aber auch non-stoppable oder unstoppable ableiten, was „unaufhaltsam“ bedeutet. Rons Familie ist jüdischen Glaubens, was allerdings nur in einigen Folgen relevant ist. In einer löst das Fehlen der Unterschrift des Rabbiners unter Rons Bar-Mitzwah-Urkunde bei ihm Selbstzweifel aus, die er durch übertriebene Männlichkeitsdarstellungen zu kompensieren sucht. In einer anderen erwähnt er, dass er sich in der Schulcafeteria für das koschere Essen eingetragen hat.
Seine Eltern adoptieren in der 4. Staffel das asiatische Baby Hana. Ron braucht eine Weile, um seine neue Schwester zu akzeptieren. Anfangs nennt er sie „Eindringling“, entwickelt aber doch bald brüderliche Gefühle.

### Rufus
Rons ständiger Gefährte ist ein Nacktmull, der – in Maßen – sprechen kann und in Rons Hosentasche wohnt. Trotz seiner geringen Größe ist er ein wichtiger Bestandteil des Team Possible. Mit seinen kräftigen Zähnen und seinen Fähigkeiten, technische Geräte zu infiltrieren, war er schon oft die letzte Rettung für Kim und Ron. Außerdem ist er mit Ron versehentlich zwischen die mystischen Affen des „Tai Shing Pek Kwar“ geraten. Sein Leibgericht sind Nachos mit Käsesoße. Er wurde von Ron im „Smarty Mart“ erstanden. Ron entschied sich für einen Nacktmull, da sein Vater eine Tierhaarallergie hat und Tiere mit Fell nicht erlaubte.

### Wade Load
Wade ist ein zehnjähriges Genie, das die High School und das College in nur acht Monaten absolviert hat. Er hat (fast) die ganze Welt mit seinem Netzwerk verkabelt und ist der Administrator von Kim Possibles Website. Sein Netzwerk liefert ihm Informationen über die Pläne von Kims Gegenspielern. Außerdem stellt er die meisten von Kims Ausrüstungsgegenständen her und organisiert die Mitfahrgelegenheiten, mit denen Kim und Ron an ihre Einsatzorte gelangen. Wade hat schwarze Haare und ist recht korpulent. Meistens tritt er nur auf Kims „Kimmunikator“ (einer Art PDA) oder als Hologramm auf. In den ersten drei Staffeln verlässt er so gut wie nie sein Zimmer und tritt mit Ausnahme einer weiteren Folge nur als Bild oder Hologramm auf. In Episode 69 The Cupid Effect jedoch spielt Wade nicht nur eine Hauptrolle, sondern befindet sich praktisch die ganze Folge lang außerhalb seines Zimmers. In derselben Folge verliebt er sich auch in Kims beste Freundin Monique. In weiteren Folgen der vierten Staffel nimmt er auch an Missionen teil. In den neuen Folgen ist er nicht, wie in praktisch allen alten, in seinem Zimmer, sondern oft persönlich mit Kim und Ron auf einer Mission. Auch in der Folge „Mission zwischen den Zeiten: Zukunft“ tritt er als Erwachsener aktiv in Erscheinung. Zusammen mit Kims Brüdern leitet er eine Widerstandsgruppe und hat genau wie die beiden dank moderner Technik einen sehr sportlichen Körperbau, im Gegensatz zu sonst.
Sein Name ist ein Wortspiel auf den englischen Begriff wide load („Schwertransport“) und spielt auf den korpulenten Körperumfang der Figur an.

## Nebenfiguren

### Dr.James Timothy Possible
Er ist der Vater von Kim und arbeitet als Raketenwissenschaftler im Raketenzentrum von Middleton. Oftmals spielt er den Berater seiner Tochter und erteilt verbale Lebenslektionen. Er kann es nicht leiden, wenn Kim sich mit Jungs trifft, und findet ihre Missionen im Vergleich hierzu harmlos (Beispiel: Mission zwischen den Zeiten: Zukunft; „Na, wenigstens hat sie sich nur in der Zeitschleife verirrt und zieht nicht mit irgendeinem Jungen über die Piste!“). Er ist der ehemalige Studienkollege von Kims Erzfeind Dr. Drakken (vgl. Folge 9 Späte Rache). Er wird in der Folge Das Hephaestus-Projekt – Teil II von Dr. Drakken entführt, weil dieser das Hephaestus-Projekt (cybertronische Technologie) stehlen will. Von seiner Verwandtschaft ist bekannt, dass er eine Schwester namens June und deren trottligen Sohn Lawrence „Larry“ zum Neffen hat. Er hat außerdem einen Bruder namens Slim, der auf einer Ranch in Montana lebt und sich stets Mühe gibt, wie ein Cowboy aufzutreten. Slims Tochter Jocelyn „Joss“ war eine Zeitlang ein großer Fan von Kim und versuchte, sie zu kopieren. Dann beschloss sie, dass Ron ihr neuer Held sein sollte, obwohl sie vorher sogar Schwierigkeiten hatte, sich überhaupt seinen Namen zu merken.

### Dr.Ann Possible
Sie ist Kims Mutter und arbeitet im Krankenhaus als Neurochirurgin. Wenn Kim Rat braucht, ruft sie oft ihre Mutter an. Dabei passiert es nicht selten, dass ihre Mutter über die Freisprechanlage mit ihr spricht, während sie im OP arbeitet und Mrs. Possibles Kollegen mithören können, was Kim oft erst zu spät bemerkt. Kims Mutter hat etwas hellere Haare als Kim, blaue Augen und trägt meistens ihren Arztkittel. In der Folge Muttertag übernimmt Kims Mutter die Rolle des Helferleins anstelle von Ron. Sie hat ebenfalls die Fähigkeit der „Schmolllippe“. Wie Kim setzt sie diese ein, um andere zu etwas zu überreden.

### Jim und Tim(othy) Possible
Die beiden Zwillinge sind Kims kleine Brüder. Sie stellen allerlei Unsinn an – vorzugsweise mit Sachen, die Kim gehören – und sind schwer zu bändigen. Dadurch geraten sie immer wieder in Gefahr, und doch konnten sie Kim schon in Folge 17 Der Zwillingsfaktor helfen. Sie sind hochintelligent und bauen Raketen, Siliziumphasenunterbrecher und vieles mehr. Sie sprechen auch eine Art Geheimsprache, die nur sie selbst verstehen, etwa:
Jim: „Hick-a Bick-a Boo?“ – Tim: „Boo-cha!“
Ihre Schwester nennt sie auch „Zwombies“, was für „Zwillings-Zombies“ steht (In der englischen Originalversion Tweebs für „twin dweebs“, was übersetzt etwa „Zwillings-Blödmänner“ heißt). Sie haben wie ihre Mutter blaue Augen. In der Folge „Mission zwischen den Zeiten: Zukunft“ trifft Kim sie in der Zukunft zusammen mit Wade als erwachsene Verantwortliche einer Widerstandsgruppe an. Sie haben dort ein spezielles Transportmittel entwickelt und nach Kim benannt. In der 4. Staffel bauen sie Kim aus Vaters Rostlaube einen superschnellen Flitzer, da Kim ein Auto braucht, um mit Bonnie gleichzuziehen. Damit verbunden sind eine Beförderungspflicht für die Zwillinge und ein mehrere hundert Seiten dicker Vertrag.

### Monique
Kims beste Freundin. Sie ist zwar kein Mitglied von Team Possible, doch hilft sie Kim hin und wieder, zum Beispiel in Episode 49 Mission zwischen den Zeiten: Die Gegenwart und Episode 51 Mission zwischen den Zeiten: Zukunft. Monique mag Wrestling und das Bueno Nacho und versteht sich daher sehr gut mit Ron. Kim und Monique lernten sich im Club Banana kennen, einem trendy Fashion-Laden in Middleton. Rufus hat mit Monique das neue Missionsoutfit für Kim designt, wobei Rufus sich das Outfit von den Fashionisters abgeschaut hat.

### Bonnie Rockwaller
Kims Rivalin an der Schule und ebenfalls Cheerleader. Sie ist arrogant und selbstsüchtig und hat mit Kim Probleme, seit diese den Cheerleadern beigetreten ist. Zudem will sie die Cheerleadertrainerin werden, da sie von Kim äußerst früh „ersetzt“ wurde. Sie hat eine überfürsorgliche Mutter, die sie immer „Pupsimausi“ nennt (was Bonnie zutiefst hasst) und zwei ältere Schwestern: Connie und Lonnie. Diese treten in der Folge 54 Eine klebrige Angelegenheit auf. In der letzten Staffel verliebt sich Señor Senior Junior in sie.

### Brick Flagg
Er war sieben Jahre lang der Quarterback und Captain der Mad Dogs. Brick entspricht in jeder Hinsicht dem Football-Spieler-Klischee: Er ist groß, fast eben so breit und kräftig; was er aber an Muskelmasse auffährt, fehlt ihm im Kopf. Bonnie und er sind hin und wieder eine Weile zusammen; sie passen zwar nicht zueinander, aber Bonnie sieht es als ihre Pflicht als Cheerleaderin an, mit einem Sportler auszugehen.

### Steve Barkin
Er ist ein Lehrer an der Middleton High. Er ist groß, kräftig und trägt einen Bürstenhaarschnitt. Hieran wie auch an seiner Ausdrucksweise kann man erkennen, dass er beim Militär (Marines) war. In Episode 24 ist er zwar in einer Rückblende zusammen mit seiner Truppe im Dschungel zu sehen, ob er jedoch wirklich Kampferfahrung hat, geht daraus nicht hervor. Offenbar wurde der Konflikt, in welchem diese Szene spielt, vom Vietnamkrieg inspiriert, doch die Ortschaft, die Barkin vor der Rückblende erwähnt, existiert nicht. Barkin ist außerdem der Leiter einer Pfadfindergruppe. Sein Name leitet sich vom Wort „barking“ (engl.: bellen) ab; dieses Wort wird im Englischen nicht nur bei Hunden, sondern auch bei laut schimpfenden Menschen gebraucht – und das tut Mr. Barkin häufig. Auch arbeitet er wie Ron im Smarty Mart.

### Josh Mankey
Er ist der Mädchenschwarm schlechthin. Als in Folge 1 Schwer verknallt der Schulball naht, fragt fast jedes Mädchen ihn nach einer Verabredung für den Schulball, doch er weist alle ab bis auf Kim, die sich aber gar nicht erst traut, ihn zu fragen, weil sie Angst hat, ebenfalls dieses Schicksal zu erleiden. Doch letztendlich geht sie mit ihm zum Schulball.

### Team Go
Dieses Superhelden-Team besteht aus Shegos vier Brüdern; früher gehörte auch Shego dazu. Die erste Silbe der einzelnen Namen ist im Englischen eine Anspielung auf eine Eigenschaft der Person: So ist Hego, der blaugekleidete, superstarke, aber etwas einfältige Anführer des Teams, sehr maskulin, Shego das einzige weibliche Mitglied und der violett gekleidete Mego, der sich schrumpfen kann, sehr ichbezogen. Die rot gekleideten Zwillinge, die beide Wego heißen, weil sie nie getrennt auftreten, haben die Fähigkeit, sich zu vervielfältigen. Während Shego sich abgekapselt hat, leben die vier Brüder im Go-Tower in Go-City. Ab und zu helfen sie Kim, besonders Hego.

### Yori
Ron lernte die attraktive, intelligente und sehr freundliche Japanerin kennen, als er an einem Schüleraustausch teilnahm; an seiner Stelle ging der gutaussehende Hirotaka in Rons Klasse, um den sich Kim und Monique stritten, obwohl er eigentlich Bonnie lieber mochte. Im Gegensatz zu Rufus tat sich Ron schwer mit den Ninja-Lehren, aber Yori tröstete und unterstützte ihn. Sie nennt ihn immer „Stoppable-San“ und verabschiedet sich bei ihm stets mit einem Kuss auf die Wange. Später steht sie Kim und Ron bei verschiedenen Missionen zur Seite bzw. bittet sie um Hilfe. Es scheint, als würde sich zwischen ihr und Ron eine Fernbeziehung entwickeln, aber sie nimmt es gelassen auf, als Ron und Kim ein Paar werden. Später erklärt sie Ron, was es mit den Kräften seiner kleinen Schwester auf sich hat.

### Meister Sensei
Sensei ist der Direktor der japanischen Ninja-Schule "Yamaguchi" und sowohl Yoris als auch zeitweise Rons Lehrer. Er kennt eine Menge japanische Weisheiten und weiß sowohl über das Lotusschwert als auch über „die Han“ und die mystischen Affenkräfte bestens Bescheid. Yori handelt meistens in seinem Auftrag. Ihr ist es sehr wichtig, dass Sensei unbeschadet bleibt (siehe Folge: Das Sensei-Affenchaos). Er kann über seine telepathischen Kräfte eine Astralprojektion von sich zu Ron schicken, um ihn um Hilfe zu bitten oder ihm wichtige Informationen zu geben. Zudem ist er fähig, eine Blase (ob dies eine astrale Fähigkeit oder eine mentale Fähigkeit ist, wurde nicht näher beschrieben) um sich zu erzeugen, durch die er schweben kann.

### Hana Stoppable
Rons Eltern adoptieren das japanische Baby, ohne zu wissen, dass sie „Ninja-Superkräfte“ hat. In einer Legende wird sie als „die Han“ bezeichnet. Nachdem Ron sich endlich mit Hana angefreundet hat und weiß, was für eine große Zukunft ihr bevorsteht, verspricht er, sie zu beschützen und ihr zu helfen. Durch Hana gelingt es Kim und Ron Monkey Fist in einem Kampf zu besiegen.

### Felix
Er sitzt im Rollstuhl, ist aber ein hervorragender Basketballspieler. Nachdem Ron sich mit ihm angefreundet hat, hilft er auf der einen oder anderen Mission mit. Sein Rollstuhl kann fliegen und ist mit einem Laser und anderem hochtechnischem Zeug ausgestattet. Darüber hinaus ist er sehr clever.

### Zita Flores
Sie ist eine von Rons Freundinnen, die beiden lernten sich an der Kinokasse kennen und es war wie Liebe auf den ersten Blick. Zita ist eine Pro-Gamerin und die einzige, die es je schaffen konnte, den "Geistermeister" im Mittelalter-Rollenspiel "Everlot" zu besiegen. Malcolm Lievios ist ebenfalls in sie verliebt und ist nebenbei in Wahrheit der Geistermeister. Durch Malcolms Vater wurden Zita und Ron zufälligerweise durch Sinnesübertragung nach Everlot gebracht. Später machte sie mit Ron Schluss und wurde mit Felix ein Paar.

## Gegenspieler

### Dr.Drakken
Eigentlich Drew Theodore P. Lipsky, ist ein durchgedrehter Wissenschaftler, der – wie alle klassischen Superschurken – Welteroberungspläne hat. Diese versucht er mit Hilfe seiner Assistentin Shego, seinen in rot gekleideten Helfern (den sogenannten Henchmen) und einigen Superwaffen umzusetzen, ist dabei aber wenig erfolgreich. Seine Markenzeichen sind die hellblaue Haut, der blaue Laborkittel und eine Narbe unter dem linken Auge. Seine Assistentin ist ihm eine große Hilfe im Kampf gegen Kim. Dr. Drakken ist eigentlich eher ungeeignet, die Weltherrschaft an sich zu reißen, hält sich selber aber für ein Genie, was Shego in der Folge 28 Die Orientierungswoche auch zu der ironischen Frage veranlasst, ob das schon mal jemand überprüft habe. Zusammen mit Shego (in der letzten Episode wird angedeutet, dass beide viel füreinander empfinden, stark im Gegensatz zu dem Verhalten der beiden zueinander in allen übrigen Episoden) stellt Dr. Drakken den Erzfeind von Kim und Ron dar und übernimmt deshalb den Part des Gegenspielers in den meisten Episoden. Die Ausrüstung zur Ausführung seiner Pläne stiehlt er sich oft zusammen. Auf Shegos Frage, wieso er, der sich selbst ja als großes Genie bezeichnet, nicht mal selbst etwas erfinde, entgegnet er, dies sei Outsourcing. Der schusselige und manchmal etwas naiv anmutende Wissenschaftler überrascht jedoch in Episode 65 mit einem groß angelegten, komplexen Plan, nicht nur die Weltherrschaft an sich zu reißen, sondern auch gleich noch Kim loszuwerden; möglicherweise ist er doch zu mehr fähig, als es den Anschein hat. Dennoch scheitern auch in der vierten Staffel alle seine Pläne zur Welteroberung, während im Serienfinale sein Plan zur Rettung der Erde gelingt, was zur Folge hat, dass er zukünftig versucht, Gutes zu tun. Drakken bedient sich ständig wechselnder Geheimverstecke, die regelmäßig durch Kim Possibles Aktionen vernichtet werden. Seine Reaktion bei der Flucht ist meistens der folgende gebrüllte Satz in verschiedenen kleineren Variationen: „Du denkst vielleicht, du bist besonders toll, aber das bist du nicht!“ ("You think you are all that, but you are not")

### Shego
Sie ist die bösartige, sarkastische, launische und höchst intelligente Assistentin von Dr. Drakken. Die junge Frau mag nur ein Handlanger sein (die bei Drakken unter Vertrag steht), doch ist sie Kims gefährlichste Gegnerin. Sie beherrscht nicht nur mindestens so viele Kampfstile wie Kim, sondern ist auch in der Lage, in ihren Händen eine Art grünes Plasma zu erzeugen, das ihre kraftvollen Attacken zusätzlich verstärkt. Das Plasma ermöglicht es Shego, selbst härteste Materialien mühelos zu durchtrennen. Als Kind wurden Shego und ihre Brüder von einem Regenbogenkometen getroffen, als sie zusammen in ihrem Baumhaus saßen, der allen fünf Superkräfte verlieh, Shego eben die Fähigkeit, Plasma zu erzeugen. Shego, welche eine Ausbildung für Kindererziehung hat, bildete eine Zeit lang zusammen mit ihren Brüdern das „Team Go“, ein Team von Superhelden. Doch je mehr Shego gegen das Böse kämpfte, desto mehr begann es sie zu reizen. Schließlich verließ sie das Team und schloss sich Dr. Drakken an. Shego hat blasse Haut, grüne Augen, schwarze Lippen und schwarze, glänzende Haare. Sie tritt fast immer in einem schwarz-grünen Anzug auf, der noch aus ihrer Zeit bei Team Go stammt. Da Dr. Drakken hin und wieder etwas vergesslich und ungeschickt ist, ist sie das eigentliche Hirn, was sie auch gerne mit ihren sarkastischen Bemerkungen zeigt. Eigentlich ist Shego die bessere Schurkin, wenngleich es ihr zuweilen an Motivation mangelt. Sie ist auch die einzige, die bislang einen Plan zur Eroberung der Weltherrschaft zeitweise erfolgreich ausführen konnte (Siehe Mission zwischen den Zeiten). In der letzten Folge zeigt sich, dass sie und Drakken trotz ihres ständigen Spotts über ihn und seines herrischen Gehabes ihr gegenüber doch eine Menge füreinander empfinden. Es steht zu vermuten, dass sie ein Paar werden.

### Duff Killigan
Ein schottischer Bösewicht, dessen Leidenschaft unverkennbar Golfspielen ist (er trägt immer einen Golfsack mit sich). Duff Killigan ist eher klein, aber kräftig gebaut. Dass er Schotte ist, erkennt man am gälischen rollenden „R“ und an seinem Kilt. Er lebt in einem Schloss mit einem Golfplatz. Sein Ziel ist nicht die Weltherrschaft, sondern die Umwandlung der Welt in einen gigantischen Golfplatz. Duff Killigan arbeitet mit explodierenden Golfbällen und hat seine eigene Auftrittsmusik, gespielt von einem Dudelsack. Sein Debüt hat er in Folge 7 Die Nummer Eins.

### Monkey Fist
Lord Montgomery „Monty“ Fiske ist ein weltbekannter Forscher, seines Zeichens der führende Experte in sämtlichen Affenfragen und zudem ein Meister des Tai Shing Pek Kwars (Affen-Kung-Fu). Kim trifft Fiske erstmals in der Folge 13 Ein Affenzirkus in Kambodscha, wo sie ihm hilft, eine Jade-Affenstatue aus einem alten Affentempel zu bergen. Diese wird von Fiske selbst allerdings bereits in der darauffolgenden Nacht entwendet, da er sich die Erlangung mystischer Affenkräfte erhofft, sobald er alle Jade-Affen besitzt. Diese Hoffnung trügt ihn nicht; tatsächlich entfalten die Statuen die erwünschte Wirkung und Fiske nennt sich fortan nur noch die „Affenfaust“ bzw. „Monkey Fist“ (im Englischen ein Anagramm seines Namens). Allerdings zerstört Ron die Affenstatuen und entwickelt sich nachfolgend zu Fiskes wichtigstem Gegner.
Monkey Fists Pläne gehen stets um die Nutzbarmachung mystischer (Affen-)Kräfte und Artefakte: In der Folge 34 Mission zwischen den Zeiten schlägt er die Verwendung der Affenfigur Tempus Simia zur Zeitreise vor. In Episode 32 Das Lotus-Schwert nimmt er das gleichnamige magische Artefakt an sich. Sein Ziel ist dabei die Weltherrschaft. Nicht zuletzt soll erwähnt bleiben, dass Hände und Füße von Monkey Fist dank radikaler Genmutationen denen eines Affen entsprechen, wofür er – nach eigenen Angaben – sein ganzes Familienvermögen ausgegeben hat. Für die Ausführung dieser Modifikationen war DN-Esther verantwortlich, die seither in den Lord verliebt ist. Fiskes Heimatbasis ist sein Schloss, das ihm offensichtlich geblieben ist. Er fühlt sich von Rons kleiner Schwester bedroht und versucht daher, „die Han“, wie er sie nennt, loszuwerden.

### Señor Senior Senior & Señor Senior Junior
Ein Vater-und-Sohn-Team. Señor Senior Sr., ein Geschäftsmann und Multimilliardär, wurde durch eine Bemerkung Rons, dass ihre Privatinsel ein hervorragendes Hauptquartier für Superschurken abgäbe, auf die Idee gebracht ein solcher zu werden. Dabei hält er sich streng an einen vermeintlichen Superschurkenkodex, der unter anderem manisches Lachen und größenwahnsinnige Pläne vorschreibt. Er ist entscheidungsfreudig, intelligent und trotz seines Alters ein erfolgreicher Extremsportler. Sein Sohn hingegen ist eitel, ichbezogen und wenig an einer Superschurkenkarriere interessiert. Er erscheint oftmals einfältig, hat aber in einigen Folgen Geistesblitze. Beide Figuren sprechen mit spanischem Akzent und leben in Europa.

### Camille Leon
Sie ist ein Supermodel, welches mithilfe von Nanobots ihre Form (bzw. ihr Aussehen) im Handumdrehen ändern kann. Sie benutzt diese Fähigkeit, um Raubzüge zu begehen und es ihren Konkurrentinnen in die Schuhe zu schieben. Ihr Name ist eine Parodie auf das Chamäleon.

## Synchronisation
In den ersten drei Staffeln wird fast alles übersetzt, so wird aus DNAmy DN-Esther und Global Justice wird zu Netzwerk für Globale Gerechtigkeit (NGG). In Staffel 4 werden englische Namen beibehalten.
Die zuständige Synchronfirma ist die Blackbird Music in Berlin. Die Dialogbücher schrieben Katrin Fröhlich, Marius Clarén und Simon Jäger. Dialogregie führten Katrin Fröhlich und Marius Clarén.
| Rolle                                    | Originalsprecher                                    | Deutscher Sprecher                                                                                        | Erster Auftritt (Staffel) | weiterer Auftritt (Staffel [Episode]) |
| Kims Familie und Verwandtschaft          |                                                     | |                           |                                       |
| Kim Possible                             | Christy Carlson Romano                              | Anna Carlsson Saskia Tanfal (Gesang)                                                                      | 1                         | alle                                  |
| Kim Possible (Vorschule / Vergangenheit) | Dakota Fanning                                      | Shir-Aviv Hommelsheim                                                                                     | 2                         | –                                     |
| Dr. James Timothy Possible               | Gary Cole                                           | Bodo Wolf                                                                                                 | 1                         | –                                     |
| Dr. Ann Possible                         | Jean Smart                                          | Anke Reitzenstein                                                                                         | 1                         | –                                     |
| Jim und Tim Possible                     | Shaun Fleming (Staffel 1–3) Spencer Fox (Staffel 4) | Lucas Mertens                                                                                             | 1                         | –                                     |
| Jim und Tim Possible (Zukunft)           | Freddie Prinze Jr.                                  | Dennis Schmidt-Foß                                                                                        | 2                         | –                                     |
| Cousin Lawrence "Larry" Possible         | Brian Posehn                                        | Marcel Collé (Staffel 1, vereinzelt in Staffel 2) Rainer Fritzsche (vereinzelt in Staffel 2, Staffel 3–4) | 1                         | 2–4                                   |
| Slim Possible                            | Kevin Michael Richardson                            | Gerald Paradies                                                                                           | 2                         | –                                     |
| Nana Possible                            | Debbie Reynolds                                     | Luise Lunow                                                                                               | 2                         | 2 [9, 15]                             |
| Miriam 'Mim' Possible                    | Christy Carlson Romano                              | Anna Carlsson                                                                                             | 2                         |                                       |
| Kims Freunde und Bekannte                |                                                     | |                           |                                       |
| Monique                                  | Raven-Symoné Pearman                                | Uschi Hugo                                                                                                | 1                         | –                                     |
| Ron Stoppable                            | Will Friedle                                        | Marius Clarén                                                                                             | 1                         | –                                     |
| Rufus                                    | Nancy Cartwright                                    | Stefan Krause                                                                                             | 1                         | –                                     |
| Rufus 3000                               | Michael Dorn                                        | Thomas Danneberg                                                                                          | 2                         | –                                     |
| Wade Load                                | Tahj Mowry                                          | Wanja Gerick                                                                                              | 1                         | –                                     |
| Wade Load (Zukunft)                      | Michael Clarke Duncan                               | Tobias Kluckert                                                                                           | 2                         | –                                     |
| Yori                                     | Keiko Agena                                         | Sonja Spuhl                                                                                               | 1                         | –                                     |
| Sensei                                   | George Takei                                        | Roland Hemmo                                                                                              | 1                         | –                                     |
| Brick Flagg                              | Rider Strong                                        | Tobias Müller                                                                                             | 1                         | –                                     |
| Felix Renton                             | Jason Marsden                                       | David Turba                                                                                               | 2                         | –                                     |
| Kims Feinde                              |                                                     | |                           |                                       |
| Dr. Drakken                              | John DiMaggio                                       | Jan Spitzer                                                                                               | 1                         | –                                     |
| Shego                                    | Nicole Sullivan                                     | Katrin Fröhlich                                                                                           | 1                         | –                                     |
| Señor Senior Senior                      | Ricardo Montalbán                                   | Bernd Rumpf                                                                                               | 1                         | –                                     |
| Señor Senior Junior                      | Nestor Carbonell                                    | Matthias Hinze (Staffel 1–2) Norman Matt (Staffel 2–4)                                                    | 1                         | 2–4                                   |
| Professor Dementor                       | Patton Oswalt                                       | Reinhard Kuhnert                                                                                          | –                         | –                                     |
| Monkey Fist                              | Tom Kane                                            | Thomas Nero Wolff                                                                                         | 1                         | –                                     |
| Duff Killigan                            | Brian George                                        | Frank Ciazynski                                                                                           | 1                         | –                                     |
| Gill Moss / Nixon                        | Justin Berfield                                     | Hannes Maurer                                                                                             | 1                         | –                                     |
| Motor Ed                                 | John DiMaggio                                       | Jörg Hengstler                                                                                            | 1                         | –                                     |
| Motor-Ed-Gangmitglied 1                  | Bill Barretta                                       | Lutz Schnell                                                                                              | 2                         | –                                     |
| Camille Leon                             | Ashley Tisdale                                      | Gundi Eberhard                                                                                            | 4                         | –                                     |
| BeBe Roboter                             | Kerri Kenney                                        | Diana Borgwardt                                                                                           | 1                         | –                                     |
| DN-Esther                                | Melissa McCarthy                                    | Karin David                                                                                               | 1                         | –                                     |
| Mathster                                 | Brian Stepanek                                      | Gerald Schaale                                                                                            | 4                         |                                       |
| Gemini                                   | Maurice LaMarche                                    | Hubertus Bengsch                                                                                          | 4                         | –                                     |
| Aviarius                                 | Richard Steven Horvitz                              | Friedrich Georg Beckhaus                                                                                  | 2                         | –                                     |
| Netzwerk für Globale Gerechtigkeit       |                                                     | |                           |                                       |
| Dr. Direktor                             | Felicity Huffman                                    | Franziska Pigulla                                                                                         | 1                         | –                                     |
| Sean Klar                                | B.D. Wong                                           | Timmo Niesner                                                                                             | 2                         | –                                     |
| Team GO                                  |                                                     | |                           |                                       |
| Hego                                     | Christopher McDonald                                | Charles Rettinghaus                                                                                       | 2                         | –                                     |
| Mego                                     | Jere Burns                                          | Simon Jäger                                                                                               | 2                         | –                                     |
| Wego-Zwillinge                           | Fred Savage                                         | Tim Sander (Staffel 2) Tobias Müller (Staffel 4)                                                          | 2                         | –                                     |
| Cheerleader der Middleton High School    |                                                     | |                           |                                       |
| Bonnie Rockwaller                        | Kirsten Storms                                      | Bianca Krahl                                                                                              | 1                         | –                                     |
| Tara                                     | Tara Strong                                         | Sonja Spuhl                                                                                               | 1                         | –                                     |
| Crystal                                  | Rosslyn Taylor Jordan                               | Ilona Brokowski                                                                                           | 1                         | –                                     |
| andere                                   |                                                     | |                           |                                       |
| Professor Sylvan Green                   | Maurice LaMarche                                    | Eberhard Prüter                                                                                           | 2                         |                                       |
| Justine Flanner                          | Mayim Bialik                                        | Giuliana Jakobeit                                                                                         | 2                         | –                                     |
| Mr. Steve Barkin                         | Patrick Warburton                                   | Erich Räuker                                                                                              | 1                         | –                                     |
| Gastauftritte                            |                                                     | |                           |                                       |
| X-Games                                  |                                                     | |                           |                                       |
| Ryan Nyquist                             | Ryan Nyquist                                        | Alexander Doering                                                                                         | 2                         | –                                     |
| Dallas Friday                            | Dallas Friday                                       | Maria Koschny                                                                                             | 2                         | –                                     |
| Bob Burnquist                            | Bob Burnquist                                       | Matti Klemm                                                                                               | 2                         | –                                     |
| Smash Mouth                              |                                                     | |                           |                                       |
| Steve Harwell                            | Steve Harwell                                       | Rainer Fritzsche                                                                                          | 2                         | –                                     |

## Hintergrund

### Produktion
Bob Schooley und Mark McCorkle erhielten vom Disney Channel den Auftrag, eine Serie mit normalen Kindern in außergewöhnlichen Situationen zu entwickeln. Auf einem Weg zum Mittagessen sei ihnen die Idee gekommen, McCorkle habe zu Bob Schooley gesagt: „Kim Possible, sie kann alles.“ Schooley entgegnete: „Ron Stoppable. Er nicht.“ Damit habe das Konzept festgestanden. In Teamarbeit mit dem Disney Channel sei dann das weitere Serienuniversum ausgearbeitet worden. Das Character Design der Figuren arbeiteten in der Folge Alan Bodner und Stephen Silver weiter aus. Der 2005 für den Disney Channel produzierte Film Invasion der Roboter (bei späteren Ausstrahlungen bisweilen in drei Episoden der 3. Staffel aufgeteilt als Das Hephaestus-Projekt) sollte den Abschluss der Serie bilden, aber aufgrund der großen Nachfrage wurde im Anschluss noch eine 4. Staffel in Auftrag gegeben.

### Ausstrahlung
In den USA läuft die Serie auf dem Bezahlfernseh-Sender Disney Channel. Im deutschsprachigen Raum war der erste Sender, der die Serie ausstrahlte, der ORF, der noch vor einem deutschen Sender die Rechte erhalten hatte. Im deutschen Bezahlfernsehen war die Serie schon vorab seit dem 22. Februar 2003 auf dem Disney Channel zu sehen, mit dem Sendestart von Toon Disney am 10. November 2004 lief sie auch dort. Als erster deutscher Free-TV-Sender zeigte ProSieben die erste Staffel. Die restlichen Staffeln wurden nach der Verschiebung des Jugendprogramms auf Kabel eins und später dann auch auf Super RTL ausgestrahlt.
Die vierte Staffel startete am 19. Mai 2007 im Disney Channel. Im Free-TV wird sie von Super RTL, ORF 1 und SF2 gesendet.
Seit Juli 2011 werden alle Episoden im Disney Channel im 16:9-Format ausgestrahlt.

### Titellied
Das im Original von Christina Milian interpretierte Titellied Call Me, Beep Me wurde seit der Ausstrahlung auf Super RTL von wechselnden Interpreten gesungen – allerdings auf Englisch, im Gegensatz zur vorher üblichen Praxis, das Lied einer Disney-Serie ins Deutsche zu übersetzen. So durften am Anfang die Preluders ans Mikrofon treten bzw. in späteren Ausstrahlungen die Super-RTL-eigene Retortenband banaroo. Mittlerweile werden die Folgen auf Super RTL aber wieder mit dem Originallied von Christina Milian ausgestrahlt. In den anderen deutschsprachigen Ländern, der Schweiz und Österreich, wurde immer nur die Originalversion des Titellieds von Christina Milian ausgestrahlt. Im deutschen Disney Channel wird in den ersten drei Staffeln die Version der Preluders gespielt, in der vierten Staffel die originale von Christina Milian.
In der französischen Version wird das Titellied von Priscilla Betti gesungen („Mission Kim Possible“).

### Verbindung zu Lilo & Stitch
Kim Possible teilt sich ein Serienuniversum mit Lilo & Stitch. Dies wird deutlich, als in der Lilo-&-Stitch-Folge 48 Kim Possible, bitte kommen Stitch von einem mysteriösen Flugschiff entführt wird und Pliiklii auf die Idee kommt, Kim Possible um Hilfe zu bitten. Später stellt sich heraus, dass Dr. Drakken hinter der Entführung steckt. Währenddessen glaubt Jamba, dass Rufus eines seiner entflohenen Experimente ist, und versucht, ihn einzufangen.

### Realverfilmung
Anfang 2018 wurde bekannt, dass ein Realfilm zu Kim Possible geplant sei, der 2019 auf dem Disney Channel ausgestrahlt werden soll. Die Hauptrollen Kim Possible und Ron Stoppable spielen Sadie Stanley und Sean Giambrone.

## DVDs
Zu Kim Possible wurden folgende DVDs und Videos produziert:
| Originaltitel                                           | Deutscher Titel                                                            | Format           | Erscheinungsdatum (DE) | Episoden                                                                     | Extras (DVD) |
| ------------------------------------------------------- | -------------------------------------------------------------------------- | ---------------- | ---------------------- | ---------------------------------------------------------------------------- | --- |
| Kim Possible: The Secret Files                          | Kim Possible – Die geheimen Akten                                          | DVD und VHS      | 17. Juni 2004          | Späte Rache, Mutantenjagd im Schnee, Kim wird Trainerin                      | Musikvideo: Say the Word Spiel: Kims meistgesuchte durchgeknallte Schurken Zusätzliche Episode: Schwer verknallt                            |
| Kim Possible: A Sitch in Time                           | Kim Possible – Mission zwischen den Zeiten                                 | DVD und VHS      | 21. Oktober 2004       | Mission zwischen den Zeiten, Teil 1–3                                        | Musikvideo: Naked Mole Rap Spiel: Ultra-abgefahrenes-Zeitaffen-Simulationsprogramm                                                          |
| Kim Possible: The Villain Files                         | Kim Possible – Jagd auf die Superschurken                                  | DVD und VHS      | 28. April 2005         | Ein Date mit Hindernissen, Die Nummer Eins, Der Schockfroster                | Musikvideo: It’s Just You Spiel: Die Schurkenparty                                                                                          |
| Kim Possible Movie: So the Drama                        | Kim Possible – Der Film – Invasion der Roboter                             | DVD              | 11. Mai 2006           | Das Hephaestus-Projekt, Teil 1–3                                             | Musikvideos: Could It Be, Get Your Shine On Zusätzliche Episode: Das Sensei-Affenchaos Zusätzliche Szenen: Zehnmal besser, High School Übel |
| Kim Possible: Monkey Business                           | Kim Possible – Die Herrschaft der Affen                                    | DVD              | 29. Oktober 2006       | Ein Affenzirkus, Ninja-Affen im All, Das Affenamulett, Das Sensei-Affenchaos | – |
| DVD-Box nur in Deutschland veröffentlicht               | Kim Possible – Die komplette erste Staffel                                 | DVD-Box (3 DVDs) | 6. März 2008           | Episoden 1–21                                                                | Musikvideos: Say the Word, It’s Just You Spiele: Kims meistgesuchte durchgeknallte Schurken, Die Schurkenparty                              |
| DVD-Box nur in Deutschland veröffentlicht               | Kim Possible – Die komplette zweite Staffel                                | DVD-Box (4 DVDs) | 13. November 2008      | Episoden 22–51                                                               | Zusätzliche Episode: Phineas und Ferb: „Team Phineas & Ferb/Der Strand gleich hinterm Haus“                                                 |
| Micky Maus Magazin 2006 – Kim Possible & Donald         | Kim Possible – Wahnsinn zahlt sich nicht aus und Showdown im Wilden Westen |                  | 16. Mai 2006           | Episoden 6+56                                                                | Extra: Making of Kim Possible |
| Micky Maus Magazin 2008 – Kim Possible & Phineas & Ferb | Kim Possible – Gefahr im Anzug                                             |                  | März 2008              | Episoden 66                                                                  | Extra: Kim Possible Trailer "DVD 1.Staffel" & Phineas & Ferb die Achterbahn                                                                 |

## Videospiele
Zu Kim Possible wurde auch eine Reihe von Videospielen produziert. Zumeist wurde diese von A2M entwickelt und von Disney Interactive bzw. Buena Vista Games veröffentlicht.
| Originaltitel                           | Deutscher Titel                         | Plattform         | Erscheinungsdatum (USA) |
| --------------------------------------- | --------------------------------------- | ----------------- | ----------------------- |
| Kim Possible: Revenge of Monkey Fist    | Kim Possible – Monkey Fists Rache       | Game Boy Advance  | 15. November 2002       |
| Kim Possible 2: Drakken’s Demise        | Kim Possible – Dr. Drakkens Untergang   | Game Boy Advance  | 22. September 2004      |
| Kim Possible 3: Team Possible           | keine deutsche Fassung                  | Game Boy Advance  | 26. Juli 2005           |
| Kim Possible: Kimmunicator              | Kim Possible – Kimmunicator             | Nintendo DS       | 9. November 2005        |
| Kim Possible: What’s the Switch?        | Kim Possible – Stoppt Dr. Stoppable     | PlayStation 2     | 19. Oktober 2006        |
| Kim Possible: Global Gemini             | Kim Possible – Auf der Jagd nach Gemini | Nintendo DS       | 13. Februar 2007        |
| Kim Possible: Legend of the Monkeys Eye | Kim Possible: Die Legende vom Affenauge | PC (als Download) | 2. August 2007          |

## Musik
Am 22. Juli 2003 erschien das Album Kim Possible unter dem Plattenlabel Walt Disney Records. Es beinhaltete Titel, die während der Zeichentrickserie im Hintergrund gespielt wurden, wie auch einzelne von den Synchronsprechern gesungene Lieder. Am 22. März 2005 wurde das Album erneut veröffentlicht und wies leichte Änderungen an der Auswahl der Stücke auf.
2007 veröffentlichte die Band Dead Smiling Pirates auf ihren gleichnamigen Album das Lied Kim Possible.